# Astra 2D
Astra 2D är en TV-satellit som ligger på positionen 28,2° öst. Där ligger även Astra 2A, Astra 2B, Astra 2E och Eurobird 1. Astra 2D är riktad mot Storbritannien och har ett sändningsområde som är avgränsat till detta land. Orsaken till detta är att bland andra BBC och ITV sänder sina TV-kanaler okodade från satelliten och inte har rättigheter för programmen utanför det egna landet. Det handlar dels om programrättigheter men också om att BBC ska kunna sälja sina program till TV-bolag i andra länder, däribland Sverige. Från 2013 har Astra 2E tagit över sändningarna från samma position, inga transpondrar sänder längre från 2D.

## Mottagning i Sverige
Trots att satelliten Astra 2E (2D sänder ej längre) är riktad går det att ta in dess sändningar även på andra platser än Storbritannien om man har en tillräckligt stor parabol. Storleken som krävs är lite beroende på i Sverige man befinner sig. Längs med svenska västkusten krävs en bra parabol som är minst ca 125 cm för att kunna få in den, men en modern parabol som är ca 150 cm rekommenderas för stabilare mottagning, speciellt gäller detta en bit inåt land. Dessutom kan mottagningen variera under dygnet och även beroende på väder. De flesta av Skys kanaler på positionen är dock kodade och kräver ett abonnemang som enbart kan tecknas på en adress i Storbritannien. Så, Astra 2D är numera ersatt av Astra 2E.

### Fotnoter
1. ↑  ”NASA Space Science Data Coordinated Archive” (på engelska). NASA. https://nssdc.gsfc.nasa.gov/nmc/spacecraft/display.action?id=2000-081A. Läst 5 april 2020.